# Franklin D. Roosevelt Presidential Library and Museum
La Franklin D. Roosevelt Presidential Library and Museum è la biblioteca presidenziale statunitense dedicata al 32º presidente Franklin Delano Roosevelt. Si trova a Hyde Park, New York.